# Ilsebill Becher
Ilsebill Becher es una jinete de la RFA que compitió en la modalidad de doma. Ganó una medalla de oro en el Campeonato Europeo de Doma de 1975 en la prueba por equipos.

## Palmarés internacional
| Campeonato Europeo | Campeonato Europeo | Campeonato Europeo | Campeonato Europeo |
| Año                | Lugar              | Medalla            | Categoría          |
| ------------------ | ------------------ | ------------------ | ------------------ |
| 1975               | Kiev (URSS)        | Medalla de oro     | Por equipos        |